# Ordine firmato in bianco
Pour plus de détails, voir Fiche technique et Distribution.
Ordine firmato in bianco est un film de mafieux italien réalisé par Gianni Manera et sorti en 1974.

## Synopsis
À la suite d'un braquage réussi, des meurtres ont lieu entre le chef de la mafia Luca Albanese et un mystérieux personnage.

## Fiche technique
- Titre italien : Ordine firmato in bianco[1] (litt. « Ordre signé en blanc »)
- Réalisateur : Gianni Manera
- Scénario : Enrico Manera (it), Gianni Manera
- Photographie : Enrico Priori, Giovanni Raffaldi
- Montage : Mariano Arditi
- Musique : Carlo Savina
- Effets spéciaux : Battistelli
- Décors : Jean Paul Vernuill
- Maquillage : Andrea Riva
- Production : Sergio Verginelli
- Société de production : Aquarius Intercontinental Cinematografica
- Pays de production :  Italie
- Langue originale : italien
- Format : Couleurs par Technicolor - 2,35:1 - 35 mm
- Durée : 110 minutes
- Genre : Film de gangsters
- Dates de sortie :
  - Italie : 13 novembre 1974

## Distribution
- Gianni Manera : Luca Albanese
- Enrico Manera (it) (sous le nom de « Joseph Logan ») : Patrick Consalvo
- Lucia Cavallaro (sous le nom de « Lucy Chevalier ») : Lucia Salvemini
- Herb Andress : Michael Werther
- Mario Pisu : Procureur général
- Ettore Ribotta : procureur général
- Irina Maleeva : Teresa
- Gianni De Angelis : avocat Priori
- Paola Arduini : Santina
- Antonio Monselesan (sous le nom de « Tony Norton ») : lieutenant des carabiniers